# محمود بن محمود
محمود بن محمود هو مخرج سينمائي تونسي واستاذ تدريس السيناريو في جامعة بروكسيل الحرة منذ 1988.

## أعماله
- 1982: العبور
- 1990: شيشخان
- 2004: المشتبه فيهم
- 2012: الأستاذ
- 2003: قوايل الرمان
- 2018: فتوى

## روابط خارجية
- محمود بن محمود على موقع IMDb (الإنجليزية)
- محمود بن محمود على موقع قاعدة بيانات الأفلام العربية
- محمود بن محمود على موقع ألو سيني (الفرنسية)
- محمود بن محمود على موقع أول موفي (الإنجليزية)
- محمود بن محمود على موقع قاعدة بيانات الفيلم (الإنجليزية)
- محمود بن محمود على موقع كينوبويسك (الروسية)